# 李道广
李道廣（?—?），字太丘，唐朝万年县（长安东城）人，祖籍滑州，金城成侯。
据称他是李陵的后裔，在北魏赐姓丙姓。李道廣的曾祖父是北周信州總管、龍居縣公丙明，祖父是唐左監門大將軍、應國公丙粲为高祖李渊的父亲李昞避讳，改姓李。父亲为奉常正卿、隴西公李寬。
696年九月廿一，时任殿中监的李道廣被武则天任命为同鳳閣鸞臺平章事，封金城县侯。698年六月廿四，李道广兼檢校洛州長史。699年正月，李道廣罢相，为汴州刺史。突厥及契丹进犯河北，朝廷征发河南诸州兵募，百姓受到骚扰。李道广宽猛折衷，称为善政，存收慰抚，汴州的兵募独不逃散。李道廣去世后，赠秦州都督，谥号成。他的儿子是唐玄宗的宰相李元紘。